# Zhang Gaoli
Zhang Gaoli (ur. 1946) – chiński polityk komunistyczny.
Pochodzi z Jinjiang w prowincji Fujian. W roku 1970 ukończył studia ekonomiczne na uniwersytecie w Xiamen, trzy lata później wstąpił do KPCh. Pracownik przemysłu naftowego w Maoming w prowincji Guangdong, pod koniec lat 80. rozpoczął karierę polityczną w lokalnych strukturach partyjnych. W latach 1988–1997 był wicegubernatorem Guangdongu. Następnie 1997-2001 przewodniczący Komitetu Miejskiego KPCh w Specjalnej Strefie Ekonomicznej Shenzhen.
W latach 2001–2002 tymczasowy gubernator prowincji Shandong, następnie 2002-2003 gubernator i 2003-2007 sekretarz Komitetu Prowincjonalnego KPCh. Od 2007 roku sekretarz Komitetu Miejskiego w Tianjinie.
Od 2002 roku członek Komitetu Centralnego KPCh, od 2007 także jego Politbiura. W listopadzie 2012 roku wybrany jednym z siedmiu członków Stałego Komitetu Biura Politycznego KPCh. W marcu 2013 roku został jednym z 4 wicepremierów w gabinecie Li Keqianga. Piastował to stanowisko do marca 2018 roku.